# YMF278
YMF278  は OPL4 (OPL とは FM Operator type - L の略語である) という名称でも呼ばれているヤマハが開発したFM音源チップである。

## 概要
OPL3の後継チップであり、OPL3相当のFM音源に加え、Wave Tableシンセサイザー機能(AWM音源)を備える(サンプリング周波数44.1kHz、同時24音発音可)。波形データとして、ROMおよびRAMの合計最大4MiB、512音色をサポートしている。YMF278のFM音源部分はYMF262と、PCM音源部は同社のAWM音源チップYMW258B(GEW8S)と互換性がある。
DACはYMF262と同じYAC512を使用する。
GM音源として最低限の機能を備えており、GM音源用Wave Table ROM「YRW801」およびGMプロセッサ「YPC306」と組み合わせることで容易にGM Level1相当のオールインワン音源を構成することができる。
PC用の内蔵音源としての後方互換性のためにYMF262と同等のFM音源部を内蔵しているが、AWM音源部のみでGM Level1の要求仕様を満たすため、GM用途で採用されている場合はFM音源部はほとんど使用されない。

## バリエーション
- YMF295(OPL4D) - デジタル出力のフォーマットをI2Sとしたもの。ソフトウェア的にはYMF278と同等。
- YMF704(OPL4-ML) - GMプロセッサ、Wave Table ROM、OPL4をワンチップ化したもの。Wave Table ROMはYRW801の半分の容量に圧縮されている。外部メモリを接続することはできない。
- YMF721(OPL4-ML2) - OPL4-MLのマイナーチェンジ版で、Wave Table ROMの内容が改良されている。

## 採用例
- MSX 用高音質サウンドカートリッジである MoonSound がYMF278B を搭載
- 日出ハイテック AUDIO-A DB（サウンドブラスター用MIDIドーターボード）
- Hoontech SoundTrack OPL4（IBM PC/AT互換機用PCIサウンドカード）
- YAMAHA SOUND EDGE SW20-98（PC-98x1用サウンドカード）
- コンピューターテクニカ SPB-98（PC-98x1用サウンドカード）